# State of Discontent
State of Discontent is het vijfde studioalbum van de punkband The Unseen en het eerste album dat ze via het label Hellcat Records hebben uitgeven. Het album werd in Europa uitgegeven op 9 mei 2005 en in de Verenigde Staten op 10 mei 2005. Het is geproduceerd door Brett Gurewitz van de band Bad Religion en Ken Casey van Dropkick Murphys. Het laatste nummer, "Paint It Black", is een cover van The Rolling Stones.

## Nummer s
1. "On the Other Side" - 2:34
2. "Scream Out" - 2:51
3. "The End Is Near" - 1:26
4. "Weapons of Mass Deception" - 2:15
5. "You Can Never Go Home" - 2:30
6. "Dead Weight Falls" - 2:50
7. "Force Fed" - 2:10
8. "Social Damage" - 2:13
9. "Waste of Time" - 3:07
10. "Hit and Run" - 2:10
11. "We Are All That We Have" - 1:41
12. "Flames Have Destroyed" - 1:04
13. "Final Execution (Armageddon)" - 2:34
14. "Paint It, Black" - 2:34